# بابوية توسكولوم

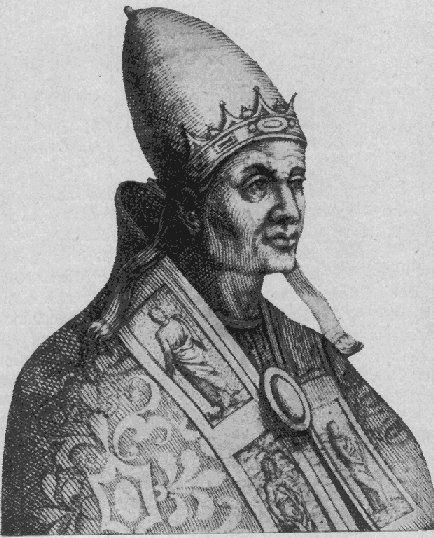
بنديكتوس السادس (1012-1024): أول بابوات آل توسكولوم.

بابوية توسكولوم هي حقبة تاريخية في تاريخ البابوية الكاثوليكية بين الأعوام (1012–1044) خلالها وصل أفراد كونت آل توسكولوم إلى الكرسي الرسولي. ويرجع نسبهم إلى ثيوفيلاكت كونت توسكولوم والذي كان الحاكم الفعلي لروما من عام 905 حتى وفاته في عام 924. وسيطر نسله على منصب البابوية على مدى السنوات المثة المقبلة. ومن بين باباوت توسكولوم كل من بنديكتوس السادس وبنديكتوس الثامن وشقيقه يوحنا التاسع عشر.

## معرض صور

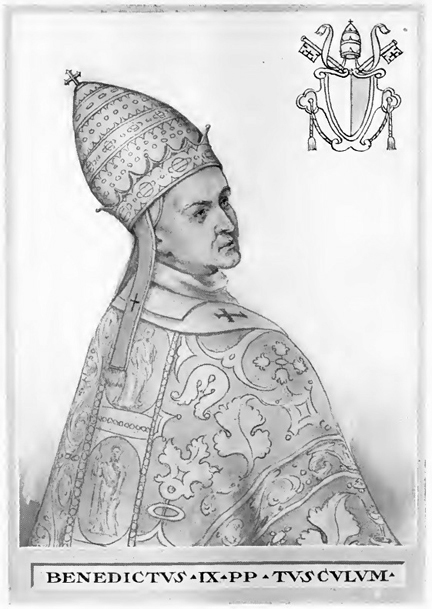
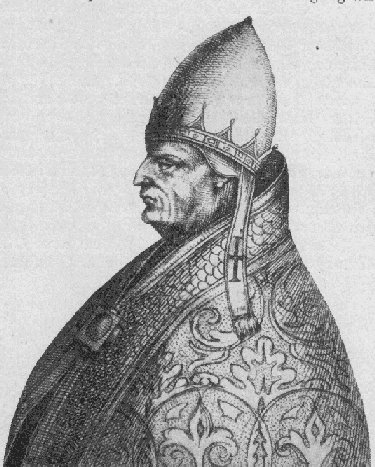
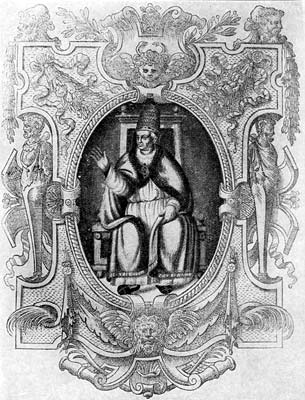
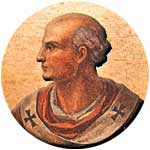
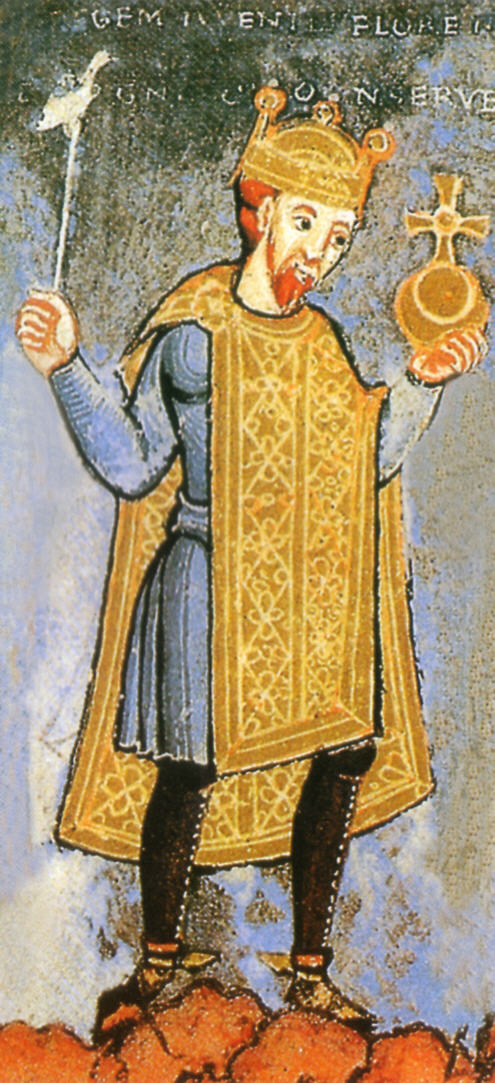